# Gare de Clisson
La gare de Clisson est une gare ferroviaire française de la ligne de Nantes-Orléans à Saintes, située sur le territoire de la commune de Clisson, dans le département de la Loire-Atlantique, en région Pays de la Loire.
C'est une gare de la Société nationale des chemins de fer français (SNCF), desservie par des trains express régionaux TER Pays de la Loire.

## Situation ferroviaire
Établie à 46 mètres d'altitude, la gare de Clisson est située au point kilométrique (PK) 26,296 de la ligne de Nantes-Orléans à Saintes, entre les gares de Gorges et de Montaigu.
Gare de bifurcation, elle est aussi la gare origine (PK 0,000) de la ligne de Clisson à Cholet dont la gare suivante est celle de Cugand.

## Histoire
Construite en 1866, le site de la gare dépendait à l'origine du territoire de la commune voisine de Gorges. Les Clissonnais souhaitaient récupérer la jouissance du nouvel équipement, au grand dam des Gorgeois. La rivalité entre les deux municipalités fut telle qu'il fallut faire appel à l’arbitrage du préfet. L’annexion du terrain sur lequel était situées la gare et l'emprise ferroviaire environnante fut prononcée en 1932 en faveur de Clisson qui versa une compensation financière à Gorges, laquelle eut également l’autorisation d’avoir sa propre gare.

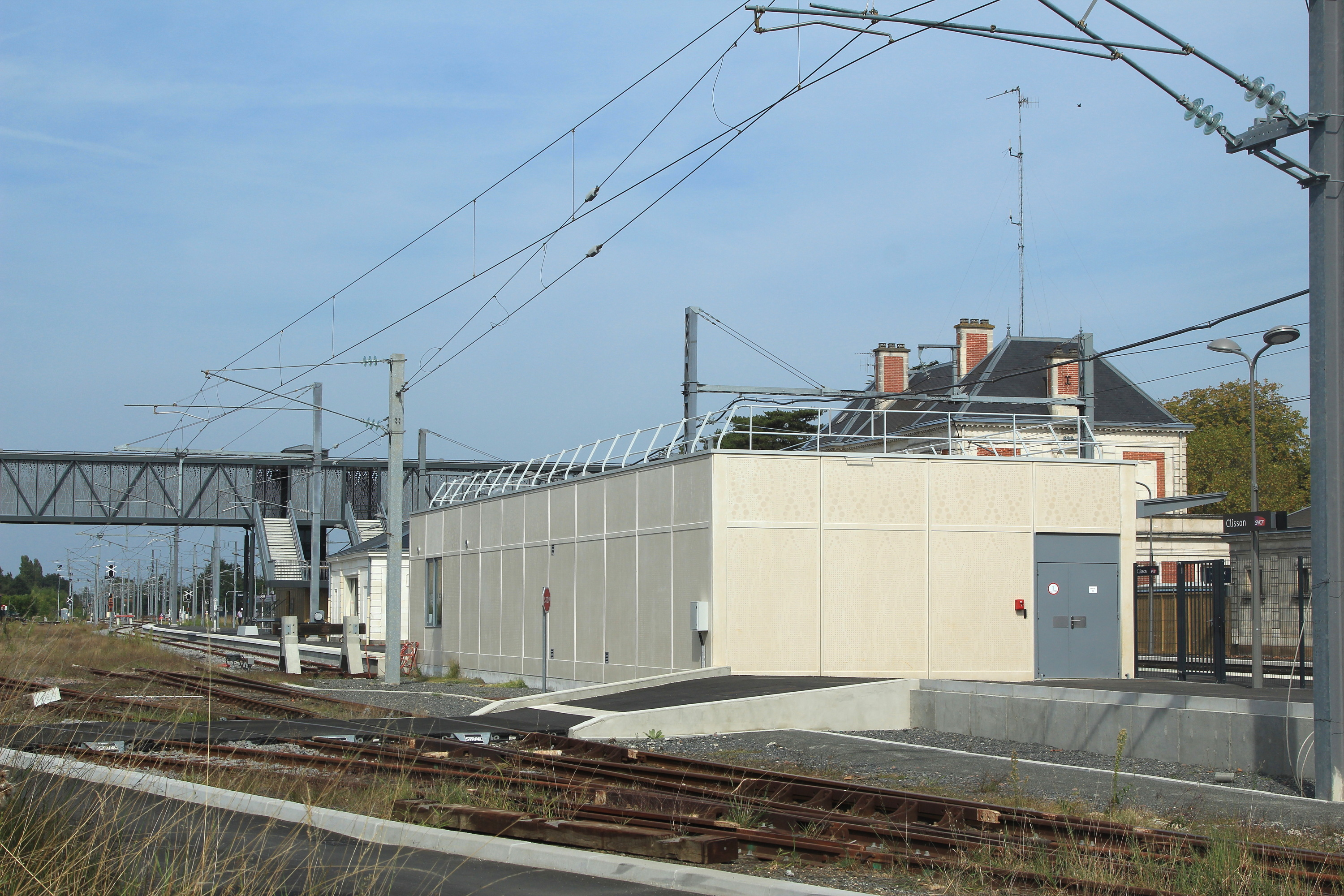
Le nouveau poste.

Depuis décembre 2008 elle bénéficie des travaux d'électrification du tronçon Nantes-La Roche-sur-Yon-Les Sables-d'Olonne.
Le 15 juin 2011, le tram-train de Nantes à Clisson a effectué son parcours inaugural avant de commencer son service par trois allers-retours quotidiens qui viennent étoffer la desserte des TER.
Les travaux d'aménagement de la gare destinés à la transformer en un pôle d'échanges multimodal (PEM) ont débuté le 8 avril 2013,. À terme, la gare de Clisson doit disposer notamment : de nouveaux services, d'un nouveau parvis, d'un nouvel accès au sud, d'une nouvelle passerelle piétonne accessible aux personnes à mobilité réduite. Les travaux devraient s'achever au début de l'année 2015 par le cadencement du tram-train Nantes - Clisson. Finalement, le terminus technique n'est mis en service que le 28 juin 2015 et l'offre cadencée le 5 juillet 2015.
En 2015, selon les estimations de la SNCF, la fréquentation annuelle de la gare était de 766 185 voyageurs.

## Service des voyageurs

### Accueil
Gare SNCF, elle dispose d'un bâtiment voyageurs, avec guichets, ouvert tous les jours. Elle est équipée d'automates pour l'achat de titres de transport TER. Gare « Accès Plus » elle dispose d'un service d'accueil et d'accompagnement des voyageurs en situation de handicap.

### Desserte
Clisson est desservie par des trains TER Pays de la Loire circulant entre Nantes et La Roche-sur-Yon ou Les Sables-d'Olonne ou Cholet, tous ces trains étant sans arrêt entre Nantes et Clisson. La gare est aussi desservie par les trains TER, assurés en trams-trains, en provenance ou à destination de Nantes, qui desservent toutes les gares et qui font terminus dans cette gare.

### Intermodalité
Un parc pour les vélos et un parking pour les véhicules y sont aménagés.

Installations et desserte
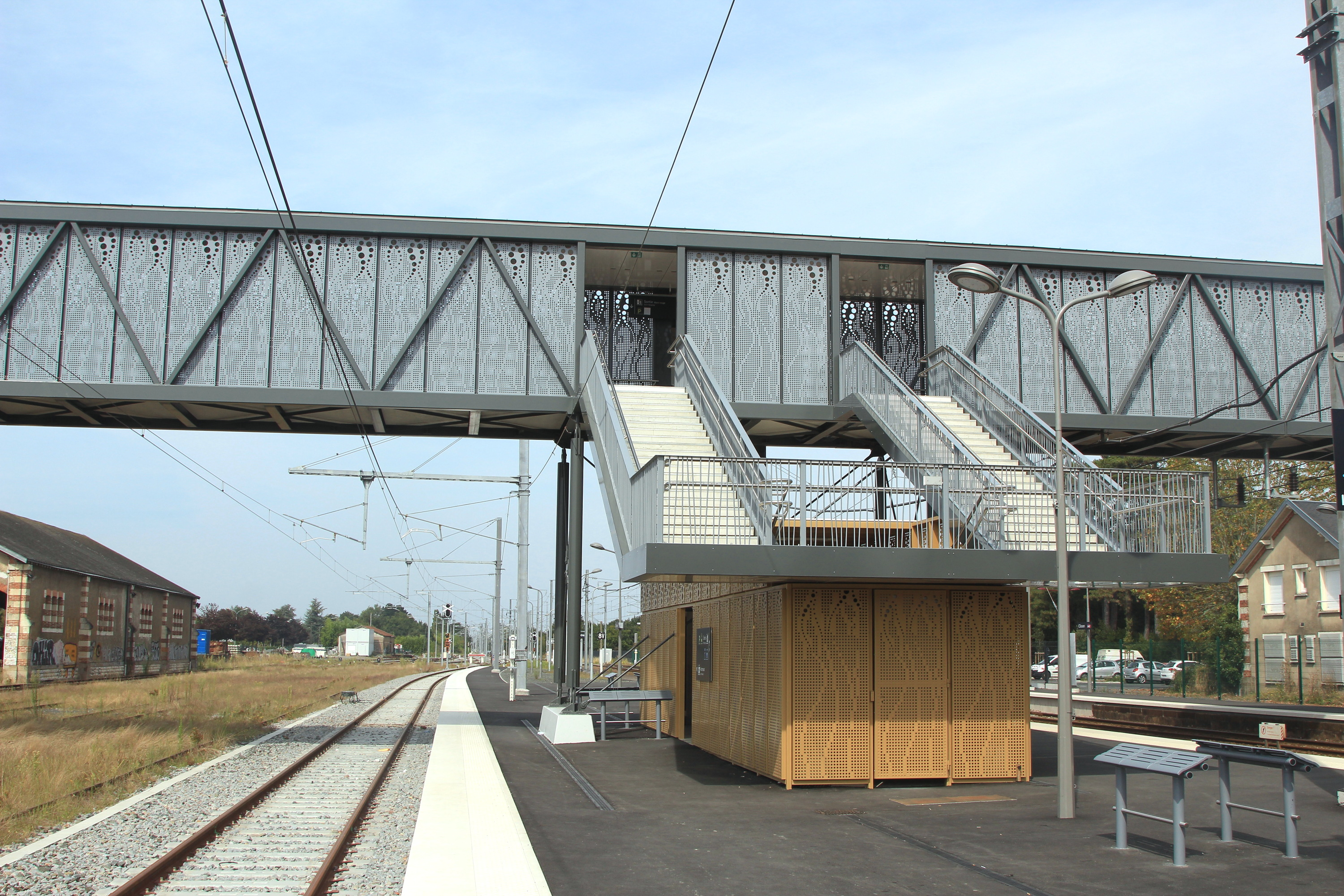
Nouvelle passerelle.
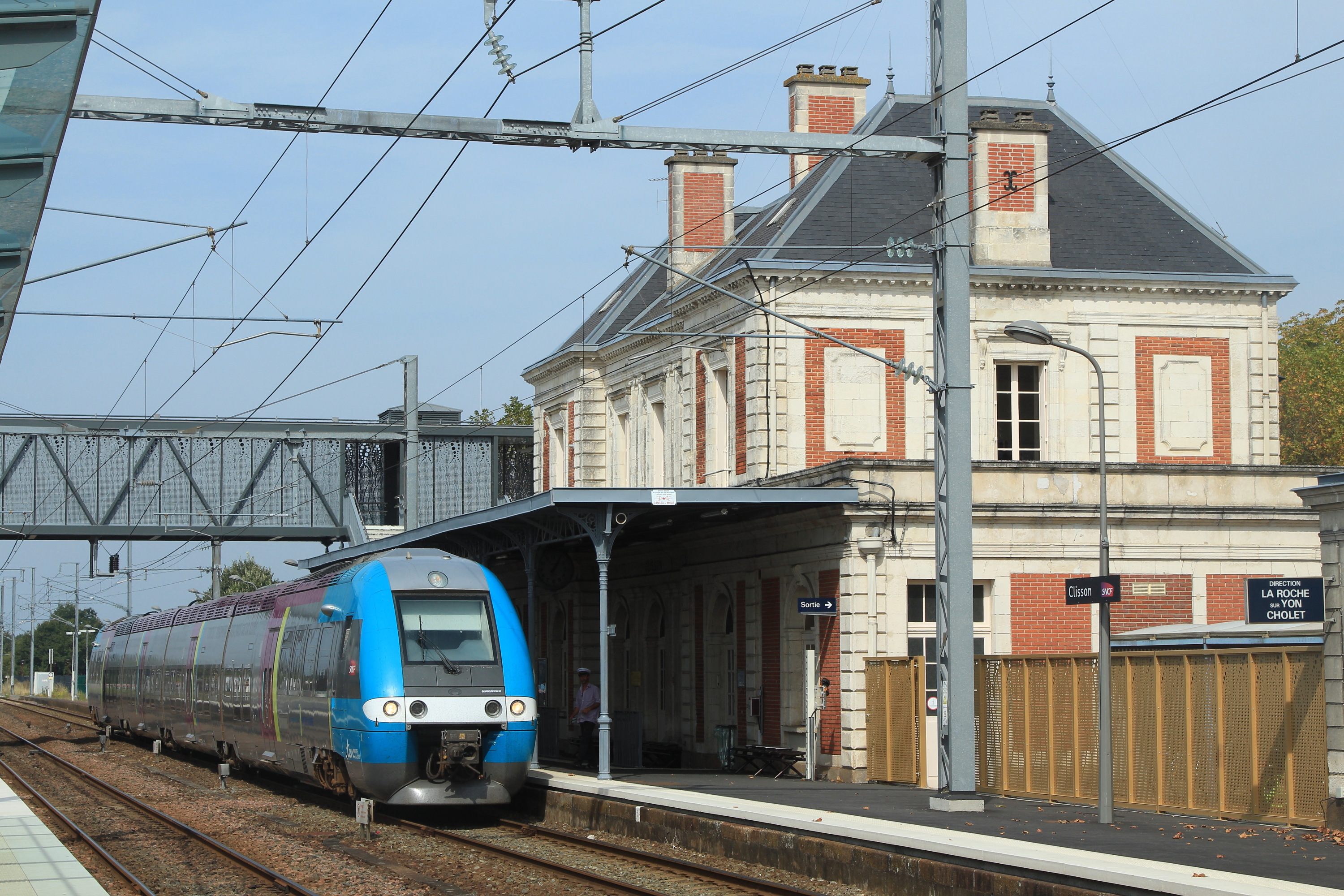
TER.
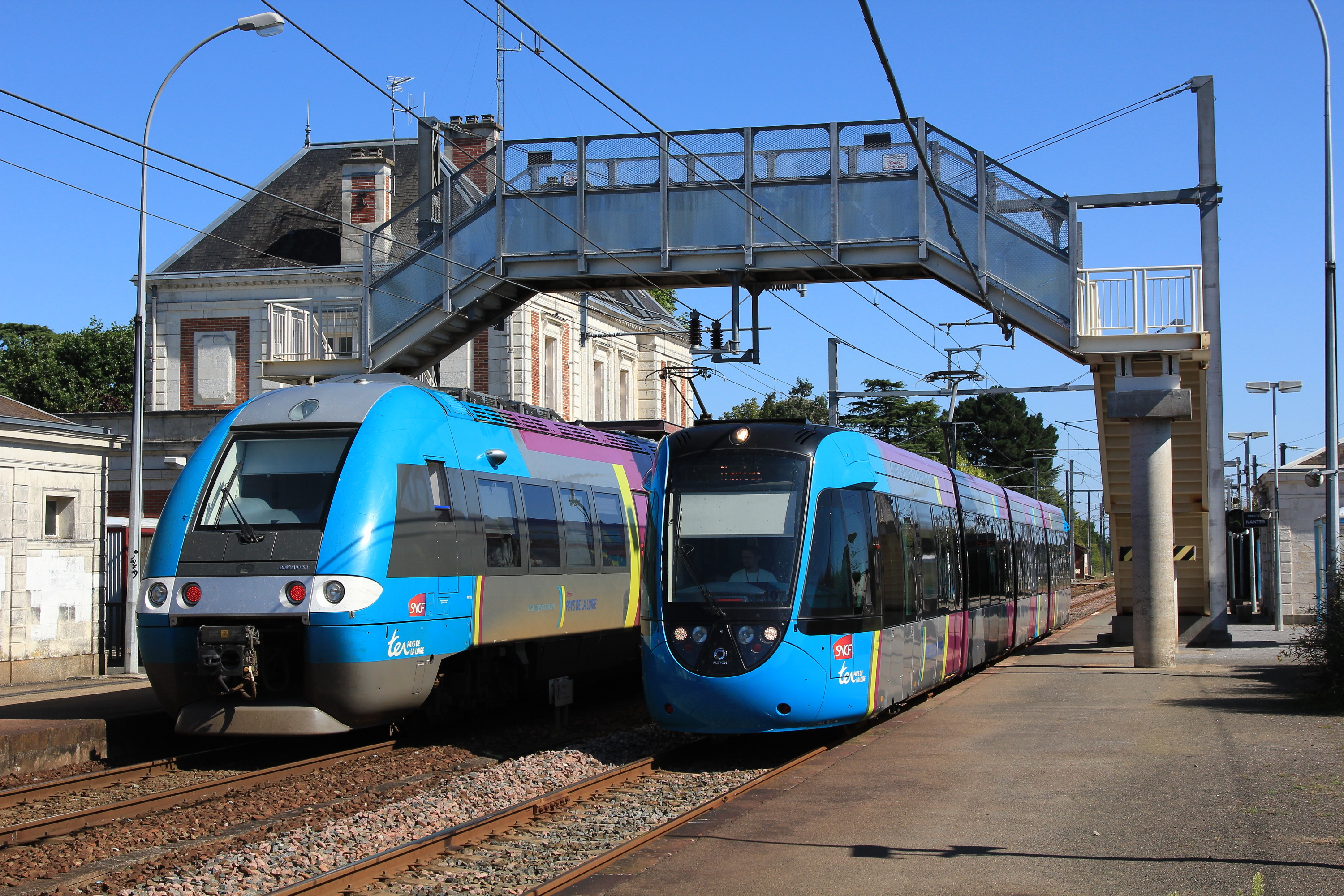
TER et Tram-train.